# 范各庄镇
范各庄镇，是中华人民共和国河北省唐山市古冶区下辖的一个乡镇级行政单位。
2009年，河北省民政厅批复同意将范各庄乡、南范各庄街道办事处和吕家坨街道办事处合并设立范各庄镇。

## 行政区划
范各庄镇下辖以下地区：
东工房社区、七七工房社区、南小区社区、七七楼社区、广场社区、范各庄村、张庄窠村、大赤口村、小刘庄村、前仁里村、后仁里村、周庄子村、汀上村、排各庄村、前岳各庄村、后岳各庄村、王喜庄村、甘义庄村、大李庄村、小李庄村、小岳各庄村、小西庄村、小郝庄村、小寨村、卜大寨村、佃大寨村、孟大寨村、小殷各庄村、前殷各庄村、董各庄村、小赤口村、尖角村、大安各庄村、南安各庄村、北安各庄村、吕家坨村和后殷各庄村。